# Planchette (Esoterik)

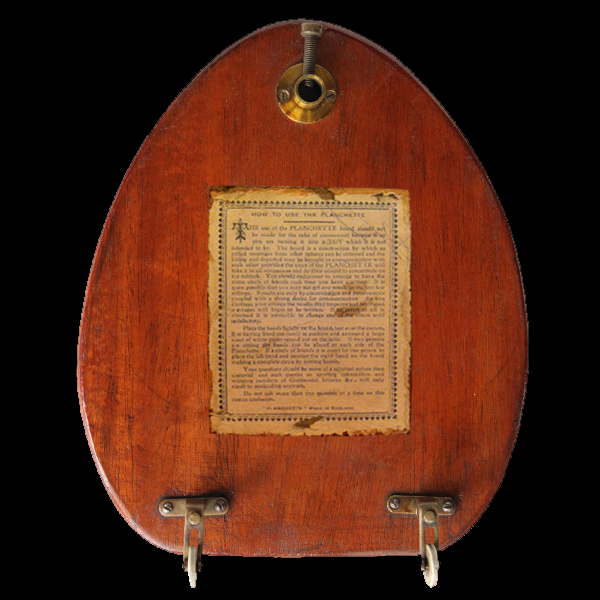
Britische Planchette, zirka 1860

Die Planchette ist ein Hilfsmittel des Spiritismus oder Okkultismus zum automatischen Schreiben, das eingesetzt wird, um vorgebliche Botschaften von „Geistern“ aus anderen Welten zu empfangen. Aufgezeichnet werden die unbewussten Reaktionen des Mediums, das seine unbewussten Wünsche oder Befürchtungen zum Ausdruck bringt. Besonders im 19. Jahrhundert war automatisches Schreiben in den Salons sehr populär.

## Funktionsweise

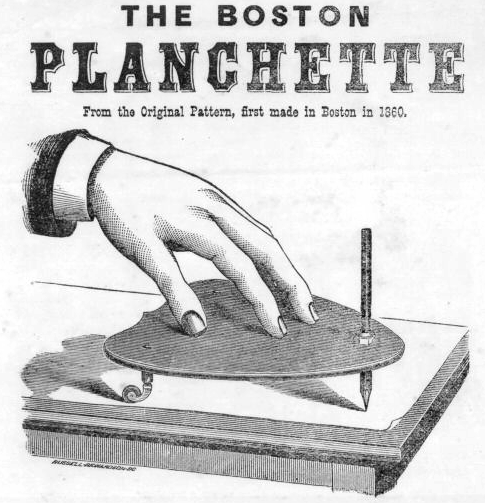
Planchette aus Boston, 1860

Die ursprüngliche Form der Planchette entstand zwischen 1853 und 1856 in Frankreich und wurde seit 1868 zu einem großen Verkaufserfolg in den USA, wo das Gerät durch einen Spielzeughersteller über den Buchhandel vertrieben wurde. Es handelt sich um ein quadratisches oder ovales Brett, das auf zwei Rollen steht und als drittes Standbein einen Schreibstift benutzt, der mit der Spitze nach unten durch ein Loch in dem Brett geführt und darin durch eine Klemm- oder Schraubvorrichtung befestigt ist. Der Anwender – ein Medium oder Proband – stellt die Planchette auf ein Blatt Papier, legt die Hand auf das Brett und versetzt es durch leichte Bewegungen ins Gleiten, sodass eine Schreibspur auf dem Blatt entsteht, die seinem Blick während des Schreibvorgangs durch das Brett entzogen ist. Der Zweck besteht darin, auf dem Papier eine Schrift entstehen zu lassen, die möglichst wenig durch bewusst kontrollierte Handbewegungen des Anwenders gesteuert ist.

## Automatisches Schreiben
Die Planchette wurde nicht nur für spiritistische Zwecke und für Gesellschaftsspiele verwendet, sondern soll auch für psychologische Experimente und von Dichtern wie Filippo Tommaso Marinetti für literarische Experimente mit automatischem Schreiben eingesetzt worden sein.

## Wert der gewonnenen Informationen
Die durch das automatische Schreiben gewonnenen Informationen sind meist sehr wirr. Die Schrift ist schwer zu entziffern, mitunter unkenntlich und die Sätze bestehen oft nur aus unzusammenhängenden Fragmenten.

## Etymologie
Die Erfindung der Planchette wird von Lewis Spence einem angeblichen französischen Spritisten namens „M. Planchette“ zugeschrieben. Tatsächlich dürfte der Name jedoch einfach darauf zurückzuführen sein, dass planchette das französische Wort für „Brettchen“ ist.
Des Weiteren bezeichnet die Planchette auch den meist herzförmigen Zeiger des Ouija-Brettes, der manuell auf bereits vorgefertigte Buchstaben, Zahlen oder ganze Wörter gelenkt wird.